# Il boss delle pizze
Il boss delle pizze è un cooking show italiano sulla pizza trasmesso su Alice.

## Il boss

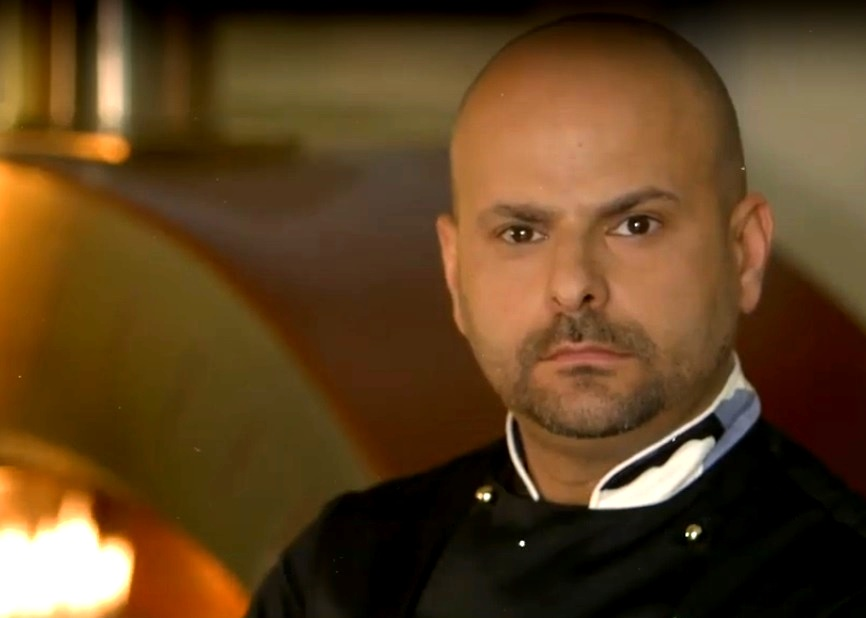
Luciano Carciotto, il protagonista della trasmissione

Sin dalla prima edizione, il personaggio nei panni del 'boss delle pizze' è Luciano Carciotto 'vincitore dell’edizione 2017 dell'International Pizza Challenge, una delle più importanti competizioni promossa nell’ambito dell'International Pizza Expo di Las Vegas, punto di riferimento per tutti gli operatori del settore'. Nel 2019, sempre a Las Vegas, il pizzaiolo di Nicolosi, classe 1978, ha gareggiato e vinto il Best of the Best, campionato del mondo che mette in competizione tra di loro tutti i pizzaioli vincitori delle edizioni precedenti.

## Il format televisivo
La scrittura del format è un'idea di Anastasia Vasilyeva e nel corso degli anni è stata implementata con le partecipazioni di diversi autori televisivi. Il programma si presenta come interessante vetrina sulle tecniche di preparazione e di cottura del più amato alimento conosciuto nel mondo: la pizza. Ogni puntata è una gara tra due o più concorrenti professionisti che, nell’affrontare le diverse sfide che vengono di volta in volta proposte, mettono in rilievo le loro abilità di pizzaiolo. Le varie performance vengono prontamente giudicate da una giuria di esperti del mondo della ristorazione, della panificazione, della pizzeria e dello spettacolo. Tra queste sfide emergono: il Cavallo di battaglia  e la Pizza del boss. Per la valutazione finale, il boss Luciano Carciotto aggiunge al giudizio dei giurati (espresso in voti da uno a dieci) un bonus di cinque punti che permette al concorrente di ottenere la vittoria o di una gara o della puntata. Il vincitore del programma riceve dalle mani del boss una pala da forno per pizza, che è lo scettro di campione dell'anno, e in seguito partecipa di diritto al Campionato mondiale della Pizza che si tiene ogni anno a Las Vegas negli Stati Uniti.

## La conduzione
Nel 2018 la conduzione del programma è stata di Emanuela Tittocchia. Nel 2019 il testimone è passato a Carolina Rey. Nel 2020, al timone della trasmissione arriva Janet De Nardis.

## Partecipanti versione VIP

### 2019
Prendono parte all'edizione: Annalisa Minetti, Carmen Di Pietro, Milena Miconi, Antonio Mezzancella, Claudio Guerrini, Gegia, Andrea Carpinteri, Claudia Conte e Gabriella Giorgelli.

### 2020
Prendono parte all'edizione: Claudio Gregori (Greg del duo comico Lillo & Greg), Angelica Massera, Lorenzo Tiberia (Actual), Gloria Bellicchi, Carlo Belmondo, Vincenzo Bocciarelli, Andrea De Rosa, Annalisa Aglioti, Marco Passiglia, Pier Angelo Perazzi, Federico Saliola, Federico Perrotta.

## La produzione
Produttore e responsabile di produzione de 'il Boss delle Pizze' sono Andrea Stranieri e Anastasia Vasilyeva. La cura del programma è di Riccardo Recchia. La concessionaria pubblicitaria: Publishare Consulting.

## Spin-off
- Il 28 settembre 2018, ha avuto inizio lo spin-off Il boss delle pizze on the road.
- Il 28 ottobre 2019, la Roma Lazio Film Commission ha ospitato, nel corso degli eventi per la Festa del Cinema di Roma, lo staff de il boss delle pizze. In quella occasione è stato annunciato dai produttori Vizzini e Stranieri l'evoluzione del format che riguarderà i vip e si intitolerà Il boss delle pizze VIP[9].

## Edizioni
| Edizione | Inizio           | Fine              | Puntate | Vincitore             | Conduttore          | Curatore         | Regia            | Autori                                     |
| -------- | ---------------- | ----------------- | ------- | --------------------- | ------------------- | ---------------- | ---------------- | ------------------------------------------ |
| Prima    | 23 agosto 2018   | 28 settembre 2018 | 32      | Federico De Silvestri | Emanuela Tittocchia | Riccardo Recchia | Alessandro Barca | Cesare Ranucci Rascel                      |
| Seconda  | 15 aprile 2019   | 24 maggio 2019    | 32      | Marco Quintili        | Carolina Rey        | Riccardo Recchia | Mario Maellaro   | Luigi Miliucci e Tommaso Martinelli        |
| Terza    | 28 dicembre 2020 | 05 febbraio 2021  | 30      | Florindo Franco       | Janet De Nardis     | Riccardo Recchia | Mario Maellaro   | Anastasia Vasilyeva e Salvo Wurpless Stano |